# Список дипломатичних місій Латвії

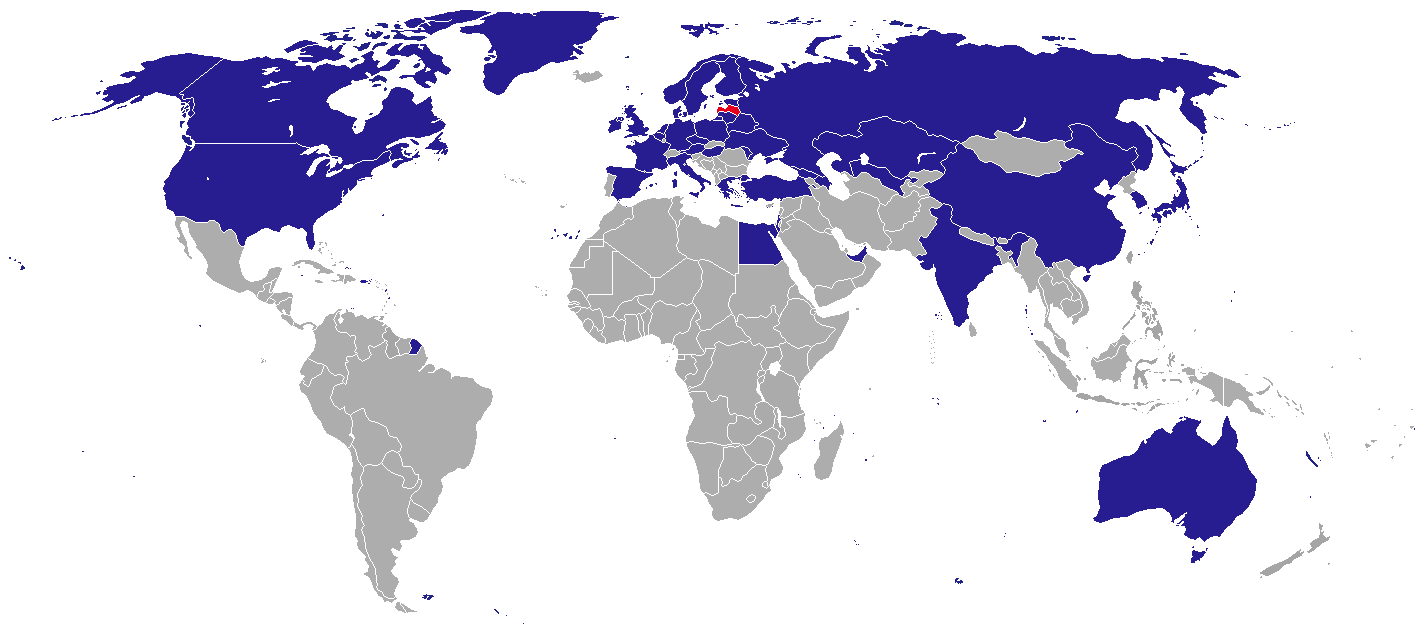
Країни, де є посольство Латвії

Нижче представлено список дипломатичних місій Латвії. Латвія має посольства в 37 країнах світу, а також 3 консульства.

## Посольства
| Посольство в    | Акредитоване в                                              |
| --------------- | ----------------------------------------------------------- |
| Італія          | Албанія Мальта Сан-Марино                                   |
| Франція         | Алжир Марокко Монако                                        |
| Іспанія         | Андорра                                                     |
| Грузія          | Вірменія                                                    |
| Японія          | Австралія Нова Зеландія                                     |
| Австрія         | Ватикан Ліхтенштейн Мальтійський орден Словаччина Швейцарія |
| Азербайджан     |                                                             |
| Білорусь        |                                                             |
| Бельгія         |                                                             |
| Чехія           | Боснія і Герцеговина Косово Північна Македонія              |
| Польща          | Болгарія Румунія                                            |
| Канада          |                                                             |
| КНР             | В'єтнам Монголія                                            |
| Угорщина        | Чорногорія Словенія Хорватія                                |
| Греція          | Кіпр Сербія                                                 |
| Данія           |                                                             |
| Єгипет          | Ефіопія Йорданія                                            |
| Естонія         | ПАР                                                         |
| Фінляндія       |                                                             |
| Німеччина       |                                                             |
| Норвегія        | Ісландія                                                    |
| Індія           |                                                             |
| Туреччина       | Ірак Іран                                                   |
| Ірландія        | Португалія                                                  |
| Ізраїль         |                                                             |
| Казахстан       | Киргизстан                                                  |
| Південна Корея  | Малайзія Сінгапур                                           |
| ОАЕ             | Кувейт Саудівська Аравія                                    |
| Литва           |                                                             |
| Нідерланди      | Люксембург                                                  |
| Молдова         |                                                             |
| Росія           |                                                             |
| Швеція          |                                                             |
| Узбекистан      | Таджикистан                                                 |
| Україна         |                                                             |
| Велика Британія |                                                             |
| США             |                                                             |

Посольства розташовані в Ризі:
- Афганістан
- Бразилія
- Індонезія
- Мексика
- Туніс
- Туркменістан

## Консульства
- Білорусь: Вітебськ
- Росія: Псков
- Росія: Санкт-Петербург (генеральне консульство)
- Росія: Калінінград (консульський відділ)

## Представництва в міжнародних організаціях
- Європейський Союз: Брюссель
- Рада Європи: Страсбург
- НАТО: Брюссель
- ООН: Нью-Йорк
- ООН: Женева
- ООН: Відень
- ЮНЕСКО: Париж
- Продовольча та сільськогосподарська організація ООН: Рим
- Організація з безпеки і співробітництва в Європі: Відень
- Організація економічного співробітництва та розвитку: Париж
- Організація із заборони хімічної зброї: Гаага

## Галерея

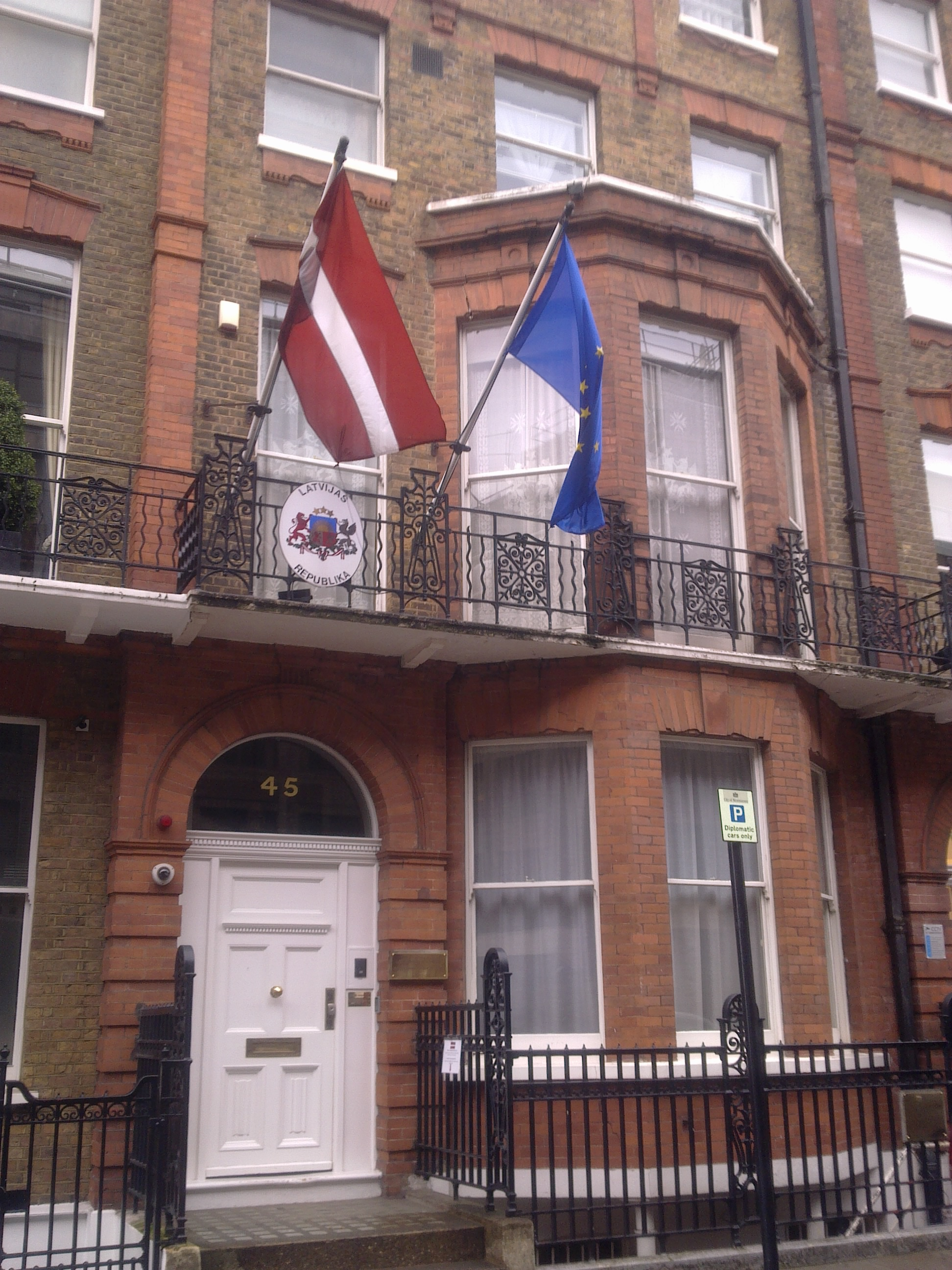
Посольство Латвії у Великій Британії
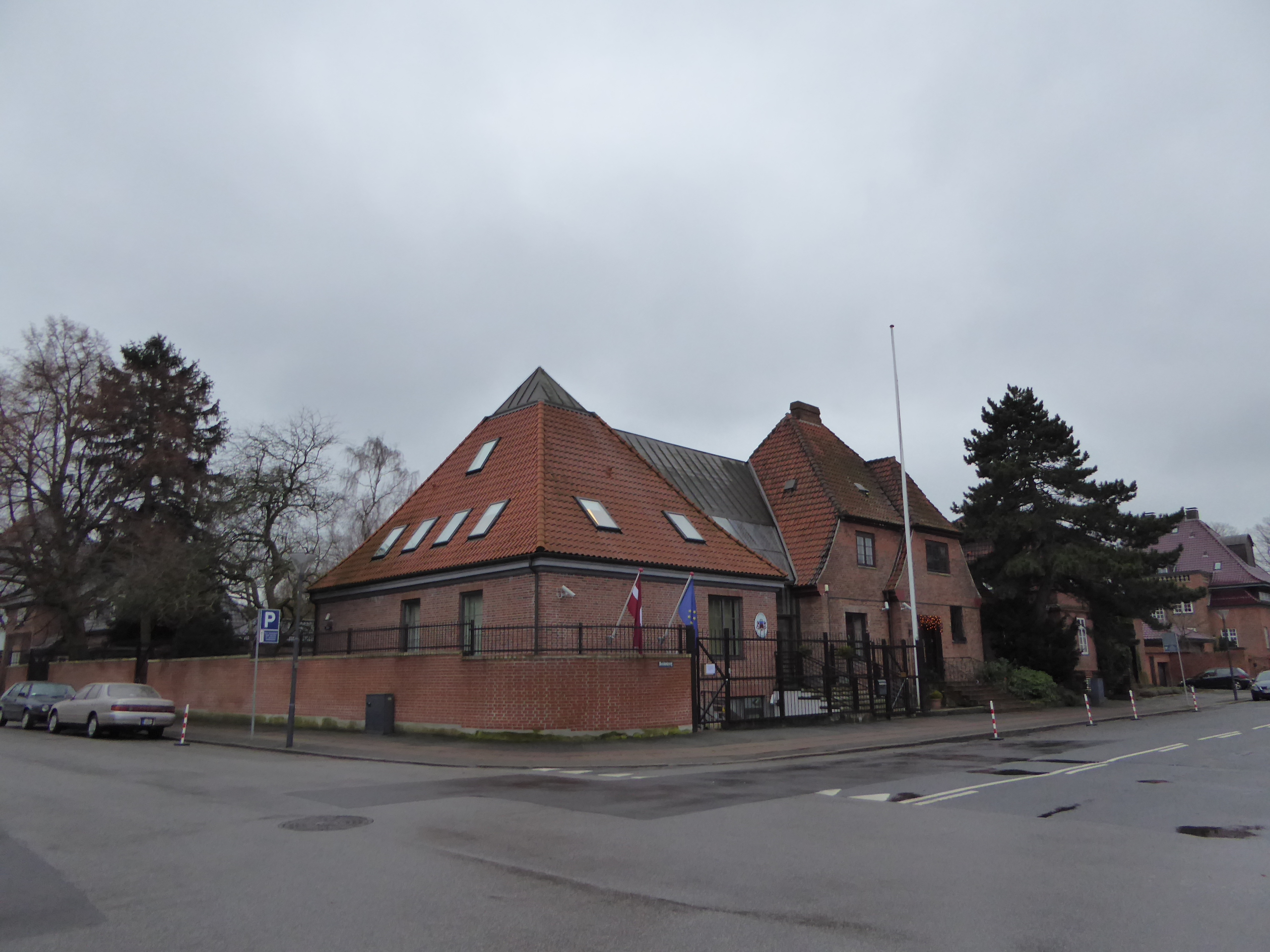
Посольство Латвії в Данії
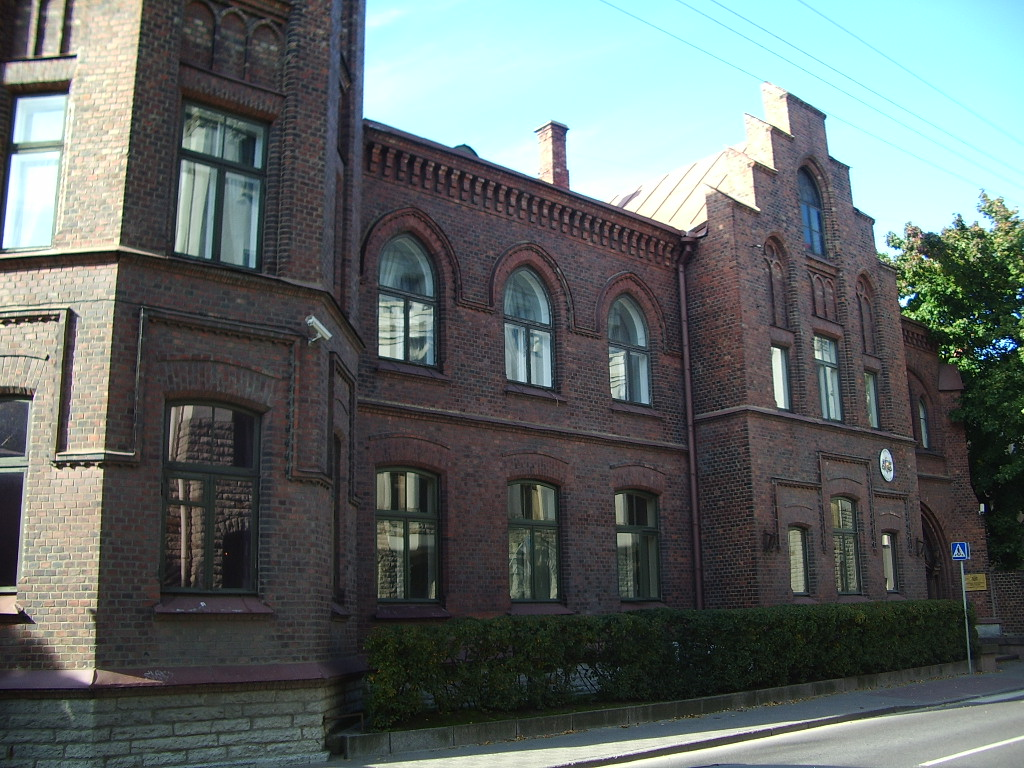
Посольство Латвії в Естонії
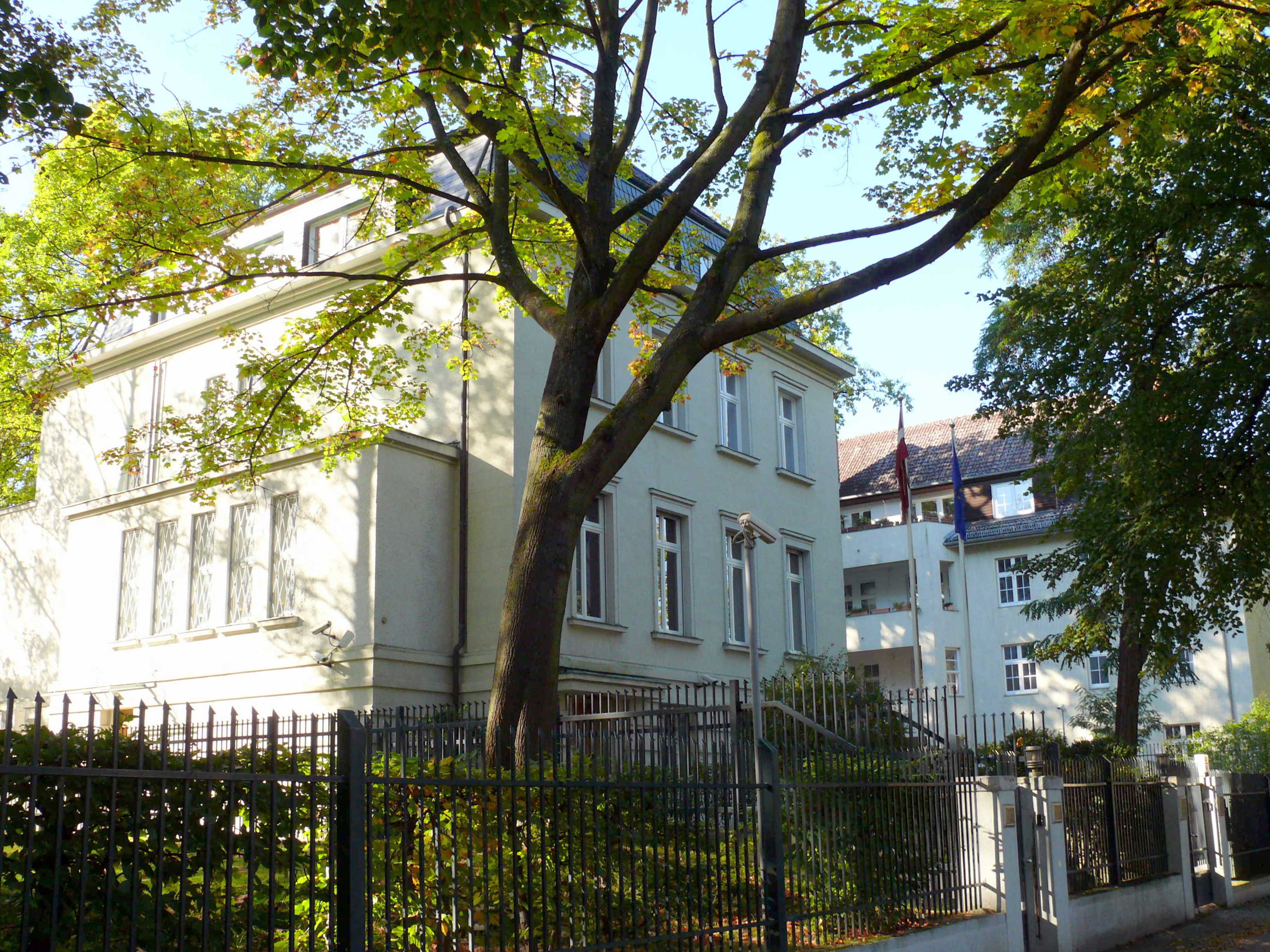
Посольство Латвії в Німеччині
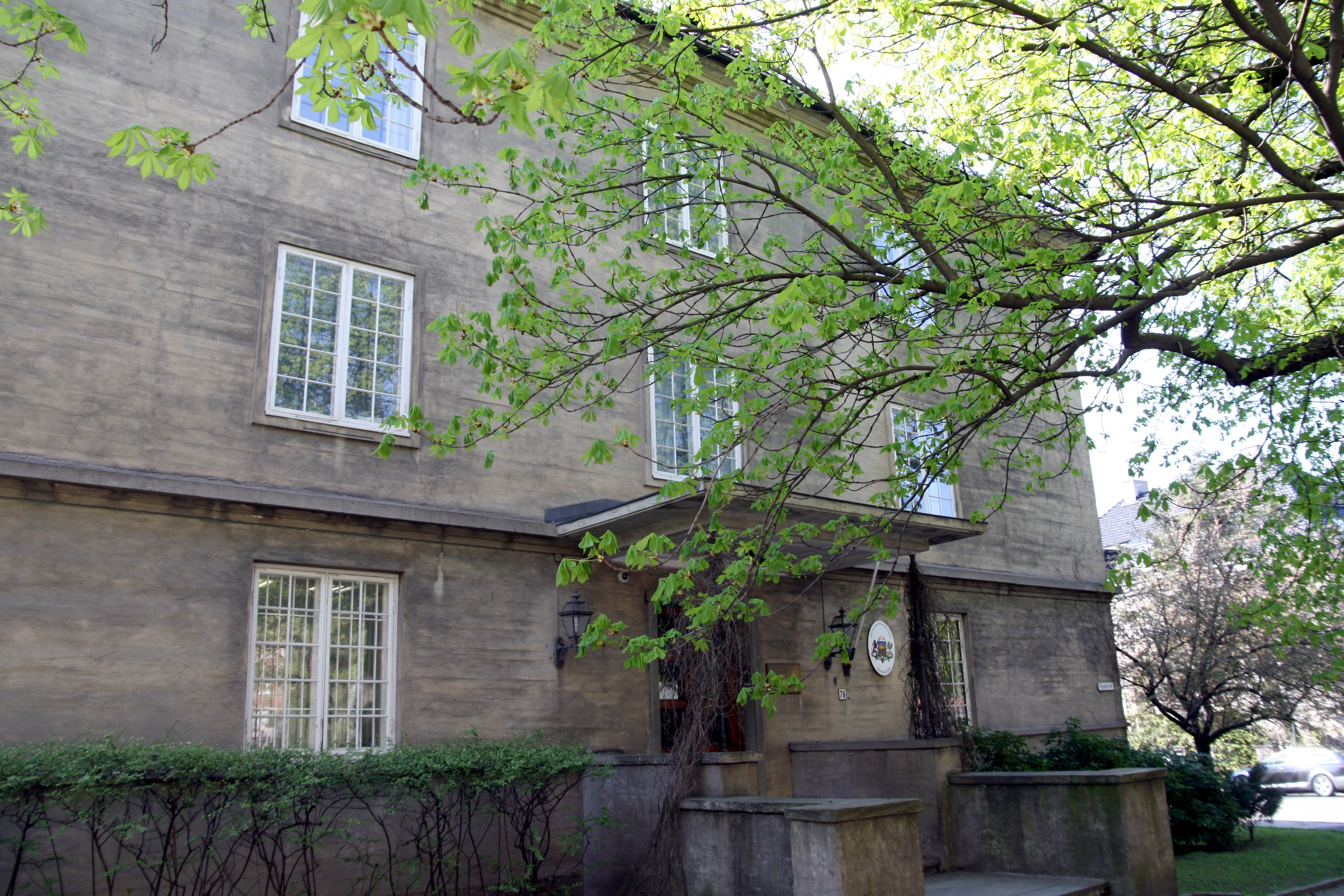
Посольство Латвії в Норвегії
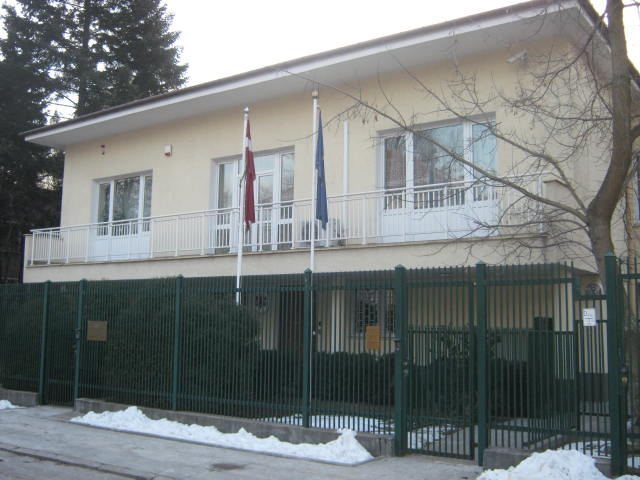
Посольство Латвії в Польщі
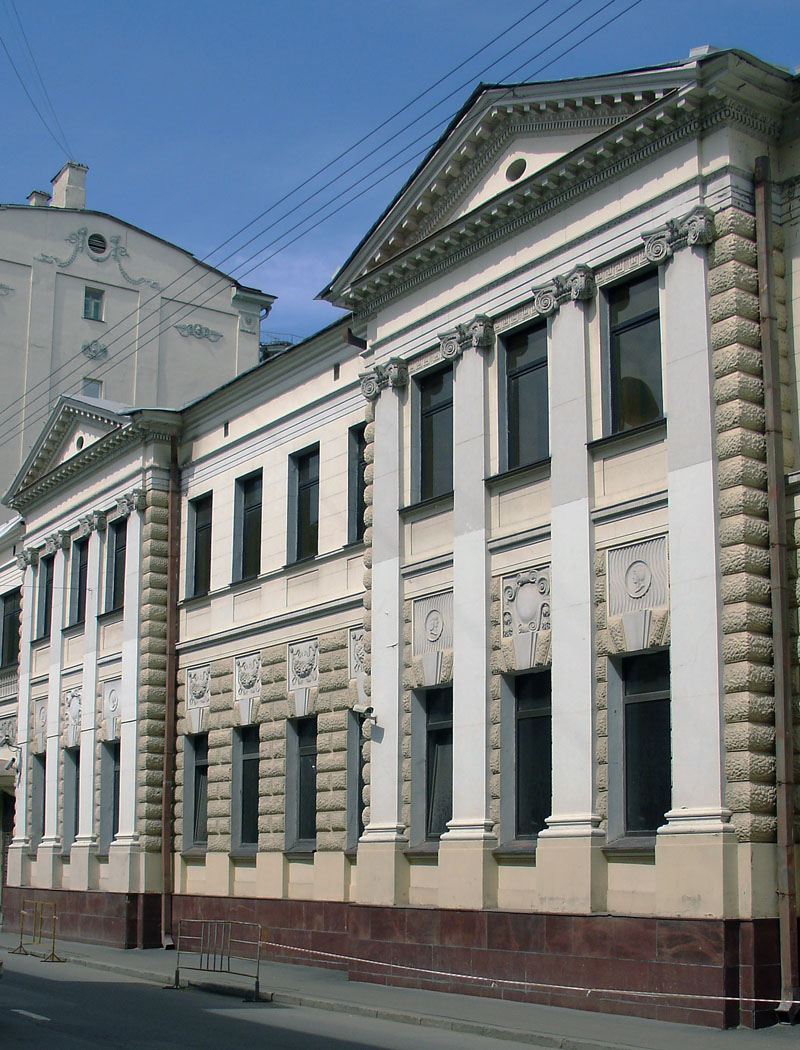
Посольство Латвії в Росії
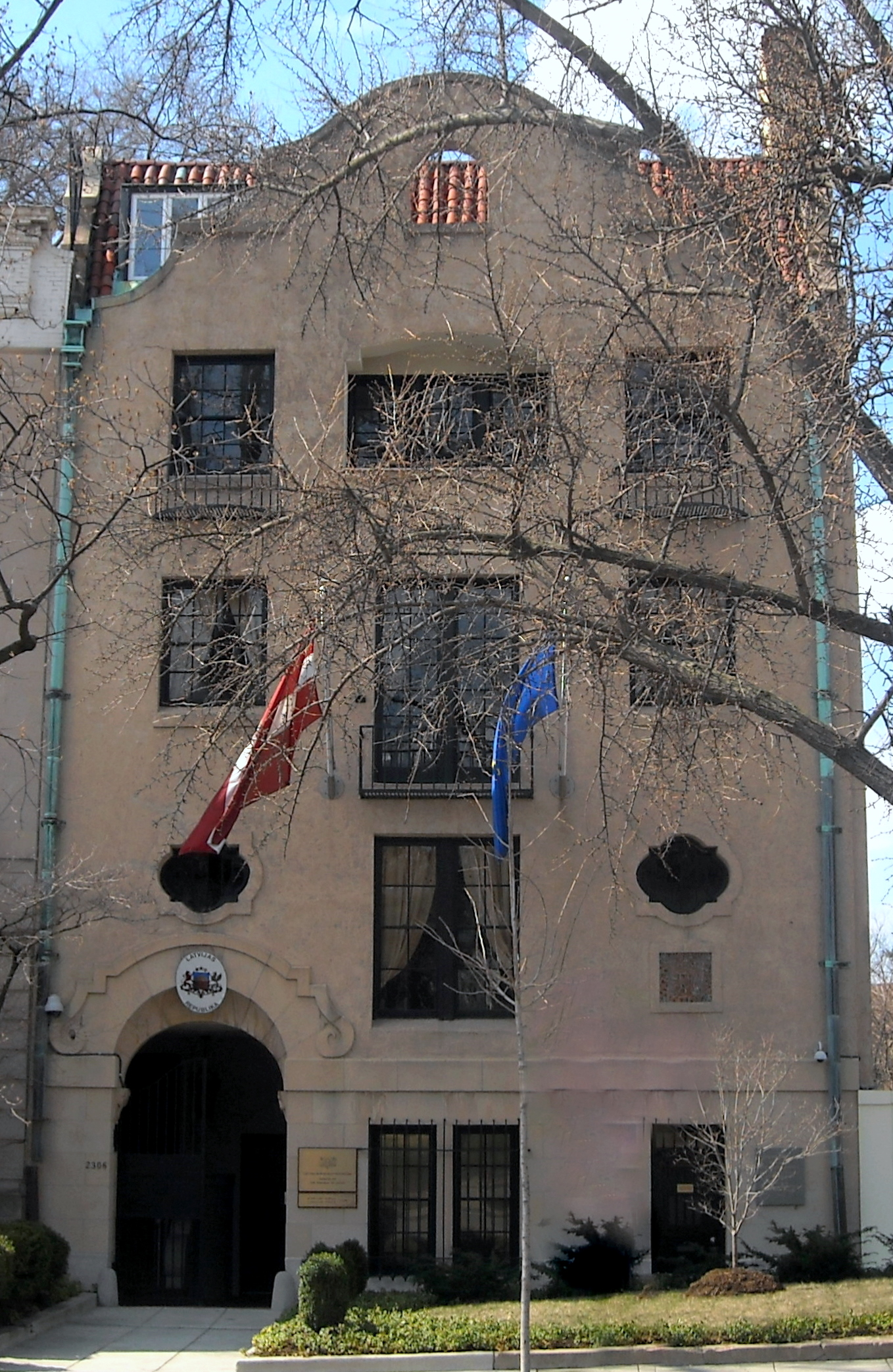
Посольство Латвії в США
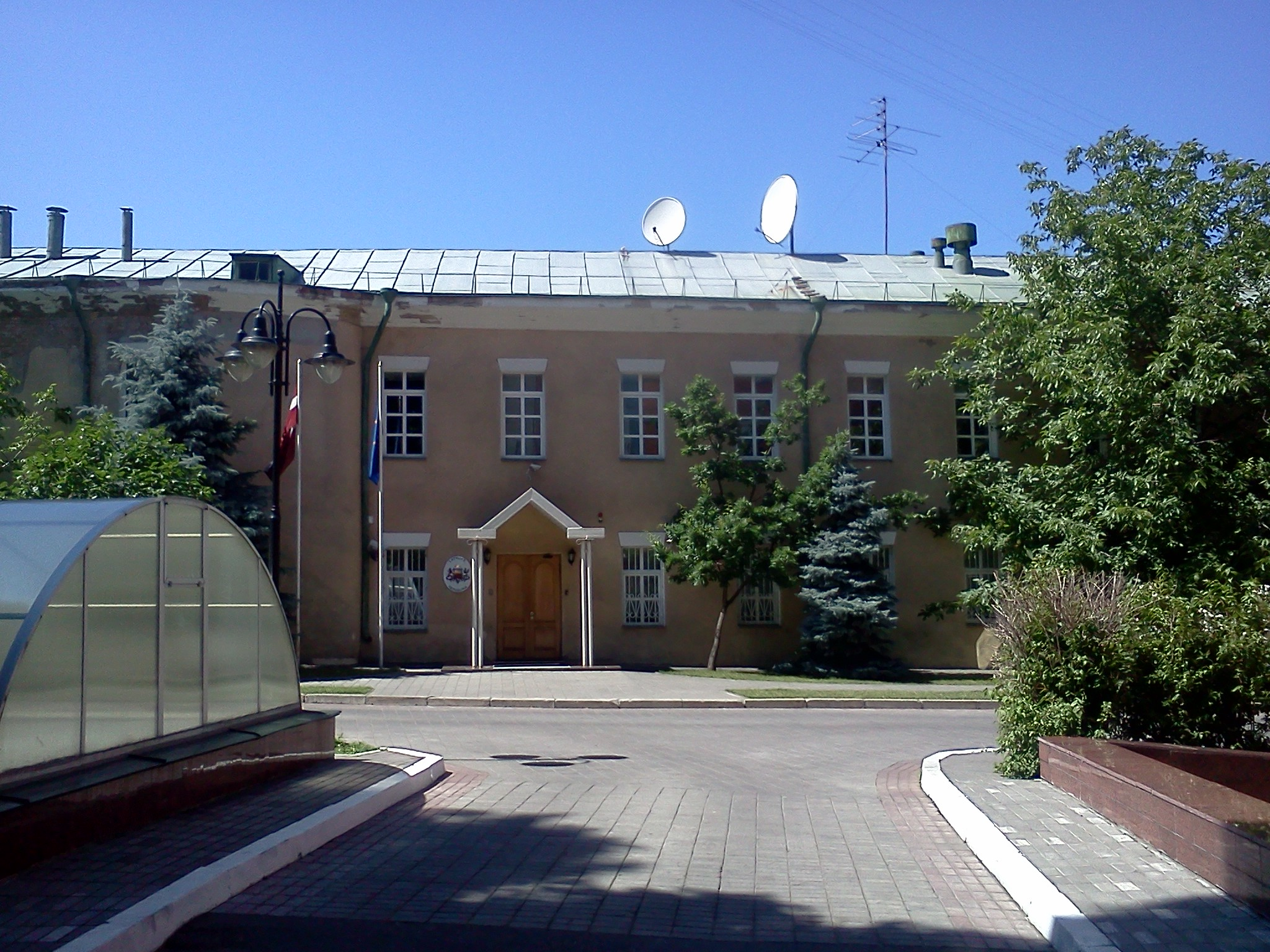
Посольство Латвії в Україні
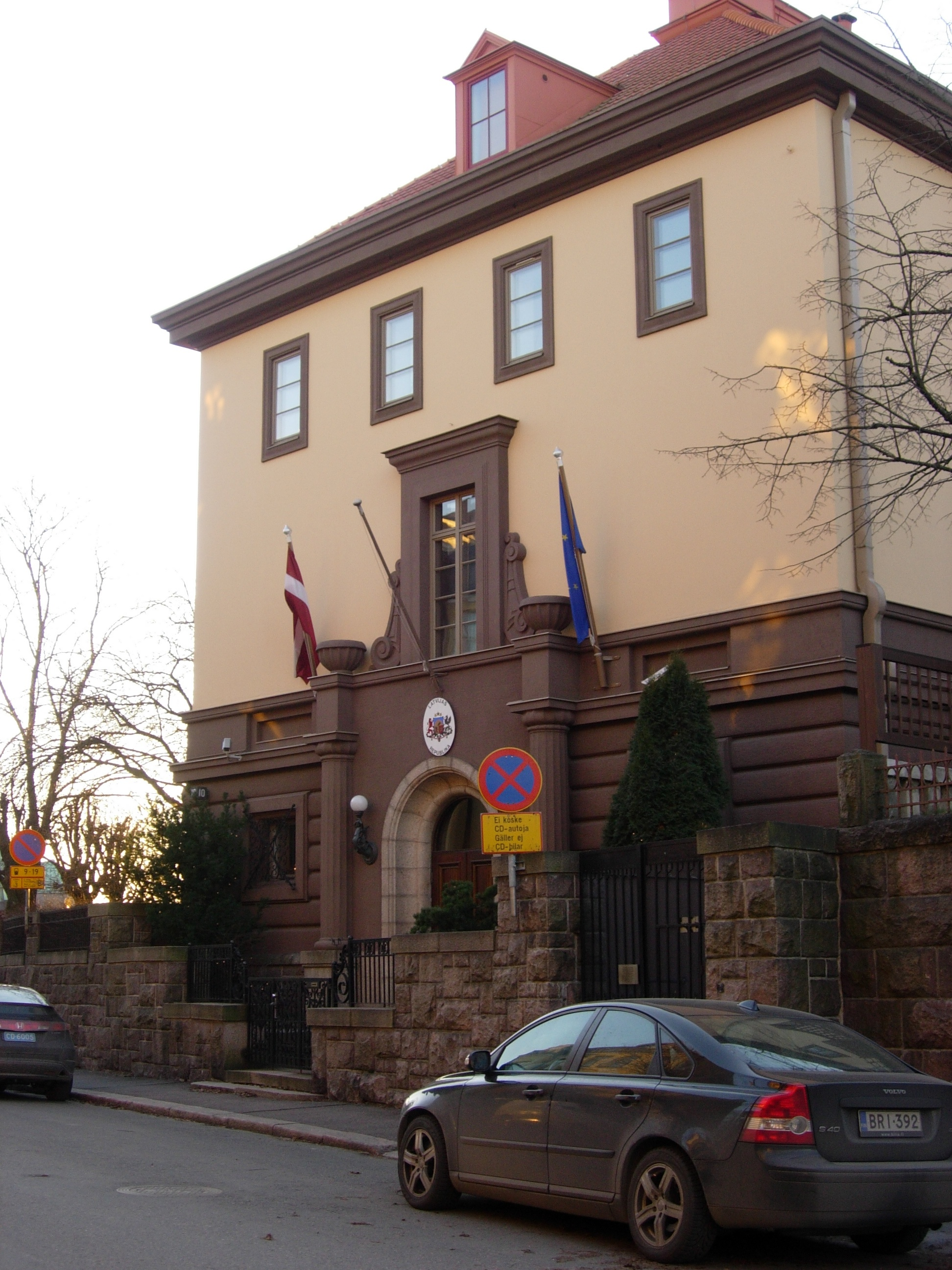
Посольство Латвії у Фінляндії
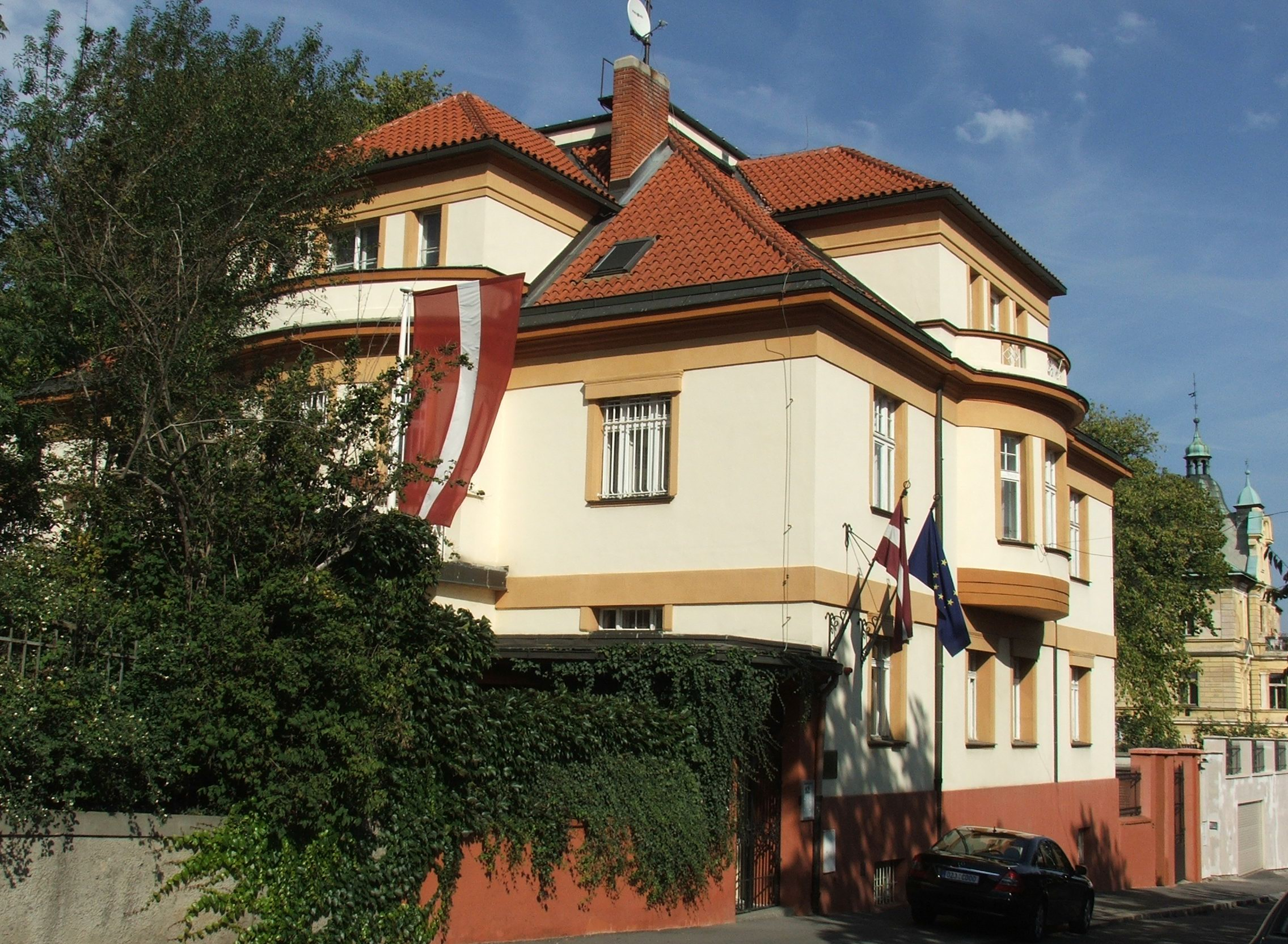
Посольство Латвії в Чехії
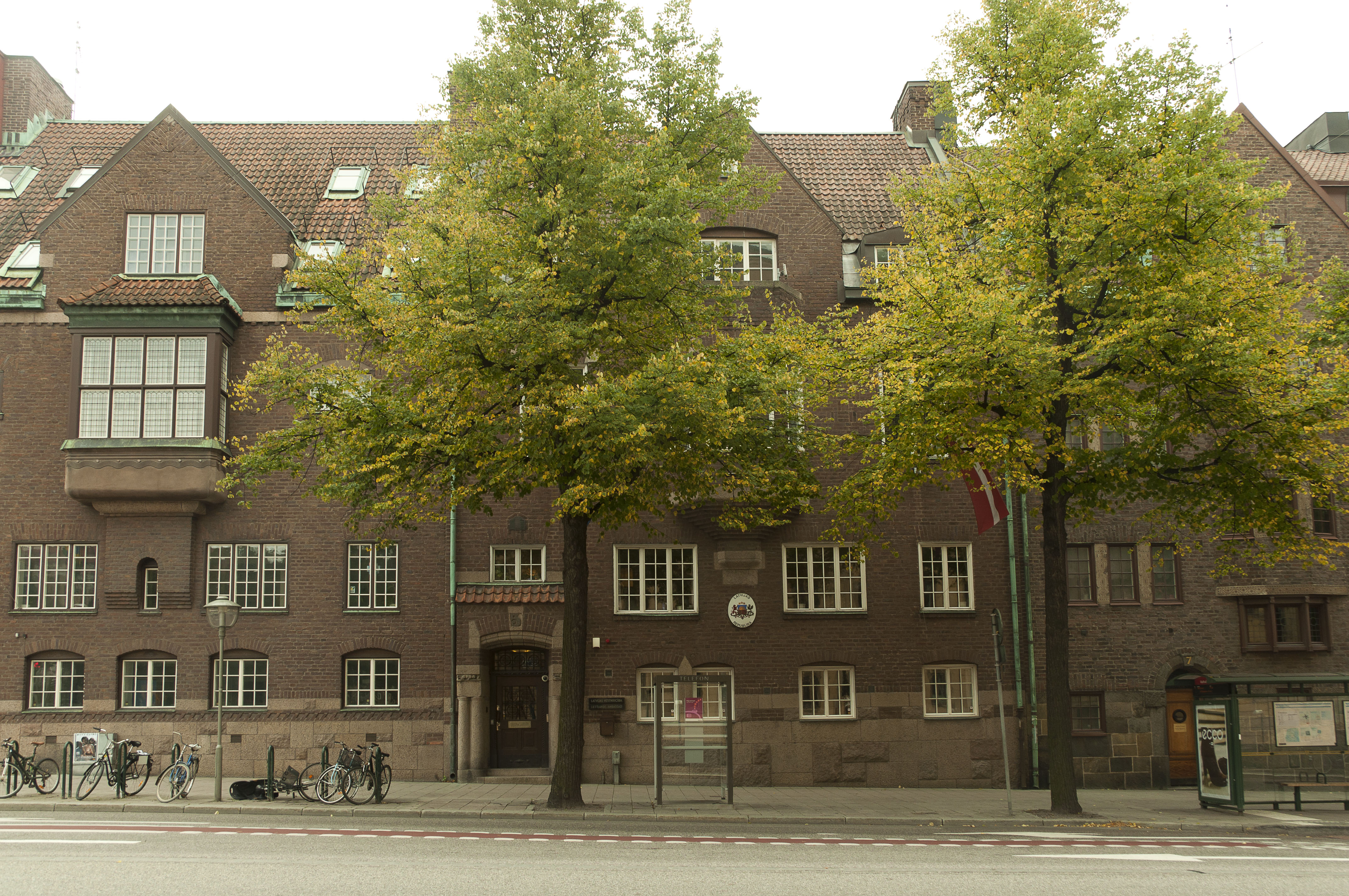
Посольство Латвії в Швеції
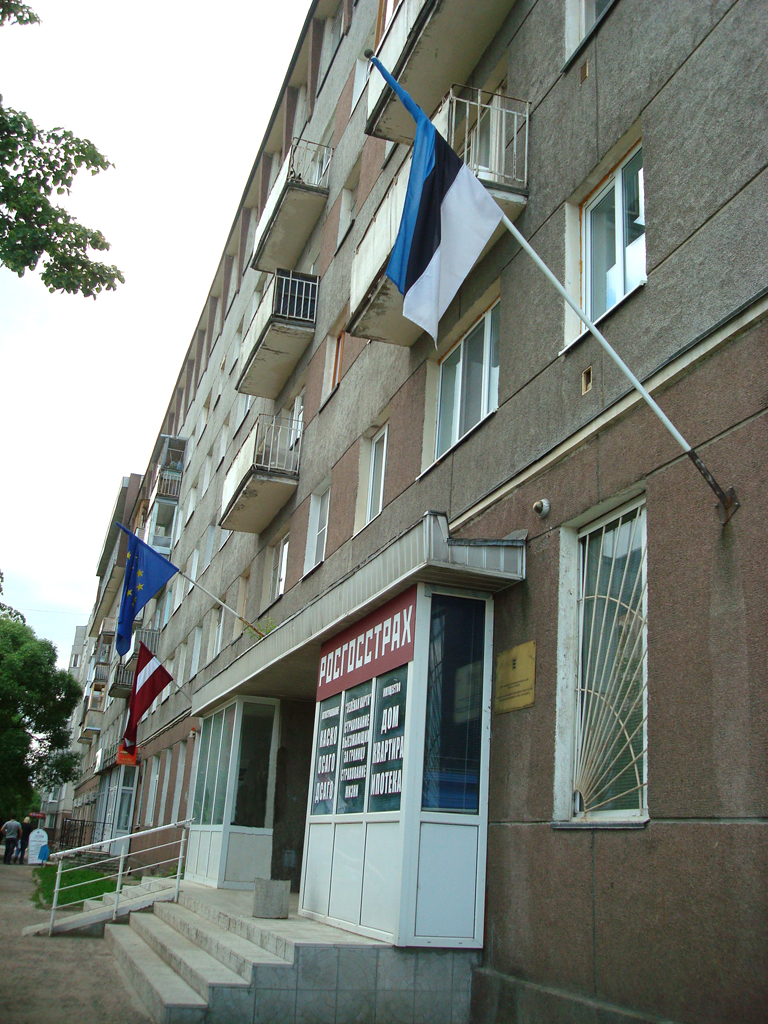
Консульство Латвії у Пскові, Росія
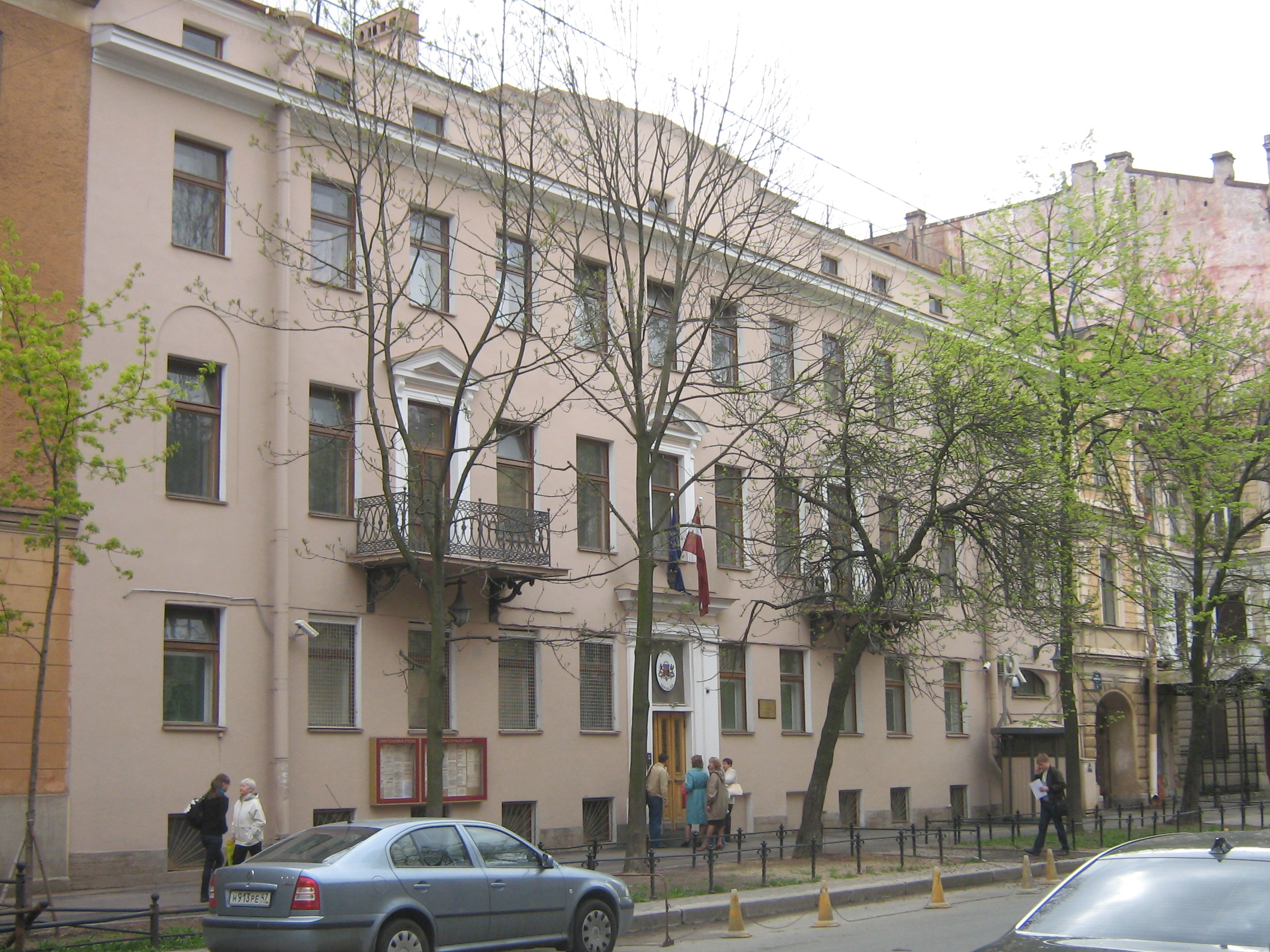
Консульство Латвії у Санкт-Петербурзі, Росія
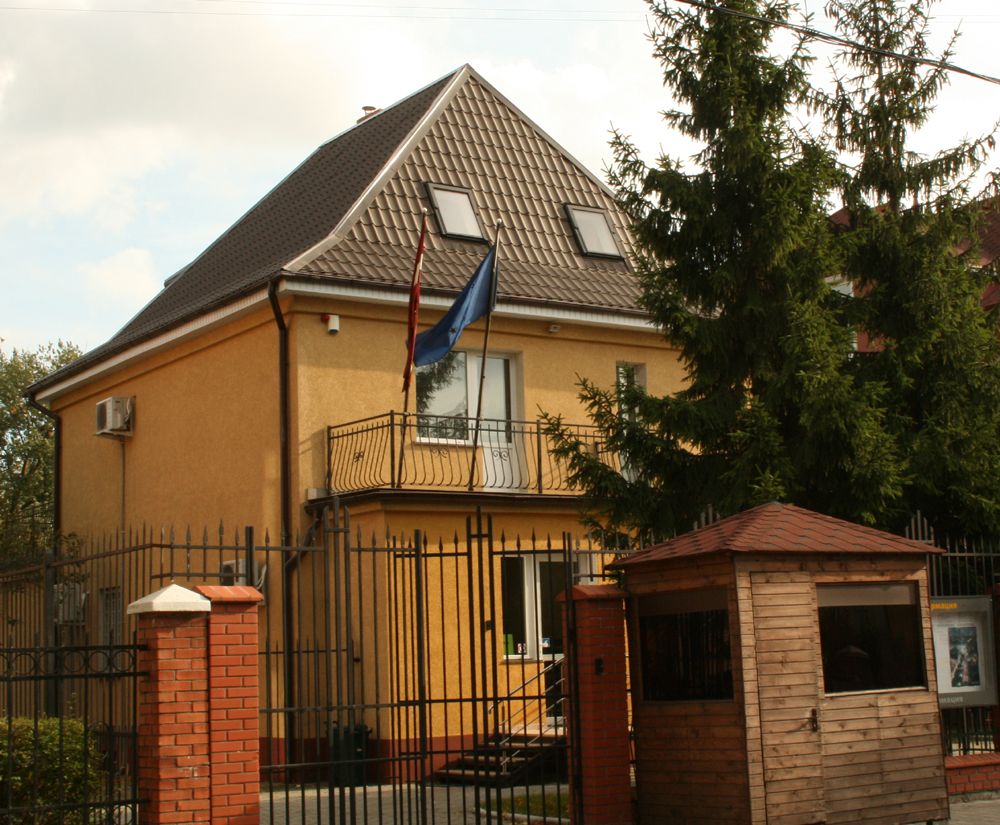
Консульський відділ у Калініграді, Росія